# رولا حلام
رولا حلام مستشارة بريطانية-سورية في مجال التخدير وداعية إنسانية ودولية ومتحدثة ومؤسسة CanDo. مؤسسة اجتماعية تمكن العاملين المحليين في مجال الرعاية الصحية في الخطوط الأمامية من توفير الرعاية الصحية لمجتمعاتهم المتضررة من الحرب. هي زميلة في تيد 2018.

## النشأة والتعليم
عرفت حلام أنها تريد أن تصبح طبيبة منذ أن كانت طفلة. وصلت إلى المملكة المتحدة في سن الحادية عشرة ولا تتحدث الإنجليزية. كان والدها طبيب أمراض نساء في كامبريدجشير. درست الطب في جامعة لندن وتخرجت عام 2003. كانت مسجلة وزميلة تعليمية في صندوق مؤسسة NHS التابع لجامعة كوليدج لندن, حيث تخصصت في الصحة العالمية.

## مسار مهني مسار وظيفي
مارست هالام الطب لأول مرة في المملكة المتحدة, حيث تدربت لتكون استشارية تخدير. ومع ذلك, كان تركيزها على مدار الـ 17 عامًا الماضية على الصحة العالمية. عملت في مستشفى رويال فري. في عام 2007, سافرت إلى إثيوبيا كمتطوعة مع متطوعين صحيين في الخارج للتدريس في دورة الماجستير لأطباء التخدير الممرضين, ثم عملت في تطوير خدمات صحة الأطفال مع مقدمي الرعاية الصحية المحليين, وبناء القدرات وإجراء البحوث حول أفضل السبل للتعامل مع الأطفال المصابين بأمراض خطيرة والالتهاب الرئوي. مع الأستاذة كاثرين ميتلاند وكلية إمبريال لندن. عملت أيضًا في مستشفيات بالقرب من حلب وعبر سوريا.
في عام 2011, عندما اندلعت الحرب لأول مرة في سوريا, انخرط حلام في الاستجابة الإنسانية. أصبحت مديرة طبية ليد بيد سوريا, وهي مؤسسة خيرية مسجلة في المملكة المتحدة بقيادة سوريين كانت تتطلع إلى تقديم المساعدة الطبية في سوريا في عام 2012. دعمت يدا بيد سوريا 80 مستشفى ميدانياً ومستشفى أطفال. في عام 2013 ظهرت في بانوراما إنقاذ أطفال سوريا. لها صوت بارز في التغطيات الاخبارية لسوريا. كتبت في ذا لانسيت والغارديان وذي إندبندنت وهافينغتون بوست. ظهرت في ذا ديلي شو وبي بي سي و SBS.
لمعالجة المشكلات التي وجدتها في نظام المساعدة, أنشأت CanDo, وهي مؤسسة اجتماعية غير هادفة للربح ومنصة للتمويل الجماعي للمنظمات الإنسانية المحلية. تدعم CanDo ويمكّن العاملين المحليين في الخطوط الأمامية وفي مجال الرعاية الصحية من إنقاذ المزيد من الأرواح في المناطق التي دمرتها الحرب وللناس في جميع أنحاء العالم لدعم التدخلات الصحية الفعالة من حيث التكلفة والمدارة محليًا والمنقذة للحياة بكفاءة وسرعة. أدارت حملة تمويل جماعي في عام 2016 باسم People Convoy, والتي جمعت أكثر من 250 ألف جنيه إسترليني لبناء مستشفى جديد للأطفال في سوريا. غادرت القافلة المملكة المتحدة في ديسمبر 2016, حيث التقت بأعضاء من نقابة الأطباء المستقلين على الحدود التركية السورية. تمت دعوتها كمتحدثة في مؤتمري النساء في العالم لعامي 2017 و 2018, إلى جانب هيلاري كلينتون. في أكتوبر 2017 تحدثت في Zeitgeist Minds من جوجل.   في نوفمبر 2017 تحدثت في قمة هندوستان تايمز للقيادة, إلى جانب باراك أوباما ونعومي كامبل. وقد دافعت بالاشتراك مع أطباء من أجل حقوق الإنسان وكثيرا ما ظهرت في المنشورات لمناقشة سوريا. وهي محاضرة ضيف في كينجز كوليدج لندن وكلية لندن للاقتصاد. في يناير 2018, تم الإعلان عن هالام كزميلة في تيد وحصد حديثها في تيد أكثر من مليون مشاهدة.
حصلت على جائزة باسك «تقديراً للخدمة المتميزة للتخدير أثناء النزاعات في الخارج» في عام 2014 وجائزة الإنجاز على مدار الحياة لعام 2019.